# My Bromance: The Series
My Bromance: The Series (tailandés: พี่ชาย เดอะซีรีส์, RTGS: Phi Chai) es una serie de televisión tailandesa de temática BL y LGBT estrenada en 2016. Dirigida por Tosatid Darnkhuntod se trata de una adaptación de la película My Bromance, dirigida por Nitchapoom Chaianun en 2014, que obtuvo un amplio impacto en su país de origen.
Interpretada en sus papeles principales por Chaiya Jirapirom (Bank) y Patpasit Songkla (Golf) el reparto y la trama de la serie difiere de la historia narrada en la película, abundando las analepsis, aunque mantiene numerosas conexiones. Si bien el tema principal es la relación afectiva que surge entre dos hermanastros homosexuales, desde su adolescencia hasta su juventud, temas como la vida adulta, el romance, el ocio juvenil, la amistad, la familia o la aceptación personal son algunos ejes que se plantean.
Producida por Greatest Entertainment la primera temporada, de 12 episodios con una duración de 45 minutos cada uno, se emitió los domingos entre el 11 de diciembre de 2016 y el 26 de febrero de 2017 a través de Channel 9 MCOT HD y la plataforma Line TV. Los episodios se alojan también en plataformas de streaming como YouTube o Dailymotion. Debido a su buena acogida la productora confirmó en 2017, sin avanzar la fecha de estreno, a través de redes sociales la realización una segunda temporada.

## Sinopsis
A partir de los hechos narrados en la película cuando Vut, el homófobo padre de Golf y padrastro de Bank, descubre la relación sentimental que mantienen ambos jóvenes decide separarlos. Bank es forzado a proseguir sus estudios en Estados Unidos. Golf, devastado, se ve obligado a quedarse en Bangkok y, tras finalizar su formación, ejerce diversos oficios y finalmente acaba por establecerse fuera de Tailandia.
Transcurridos ocho años Bank y Golf deben regresar al domicilio familiar cuando su tía es ingresada en el hospital en grave estado. Golf debe permitir, por petición de su prima, vender su mitad de la casa familiar donde pasó su infancia para hacerse cargo de las facturas médicas ya que ambos son copropietarios. Bank por su parte volverá a reencontrarse con su padrastro Vut, su madre Thara, y su nuevo hermano pequeño Boy.
Bank y Golf, ya adultos, mantienen una vida aparentemente encauzada y sin contacto mutuo. Bank, cuya vida se ha desarrollado en Los Ángeles, es un investigador que mantiene una relación sentimental desde hace dos años con su novio Jackson y con quien tiene previsto en breve celebrar su compromiso matrimonial. Golf, después de haber recorrido diferentes países y no haber vuelto a Tailandia desde finalizar los estudios, es un consumado buzo que trabaja informalmente en la isla de Weh (Indonesia).
El reencuentro entre Golf y Bank vuelve a despertar los sentimientos que durante esos años han permanecido dormidos y los recuerdos vividos, tanto los buenos como los malos, volverán a resurgir. A lo largo de los capítulos se descubrirá si Bank acaba eligiendo a Golf, su hermanastro y amante desde hace más de 8 años, o a Jackson, su novio con el que está a punto de contraer matrimonio.

## Reparto
- Chaiya Jirapirom - "Bank" Naivinann
- Patpasit Songkla - "Golf" Jirayut Atsawametanon
- Kwantuch Takuathung - Vut
- Oumjaroem Chatchawal - Waen
- Wongtrakulyon Sudjaporn - Som
- Benz Patchara - Ko

## Banda sonora
- «ครั้งแรก (Krung Raek)» de Bass Hello Icons[8]
- «ฝาก (Fahk)» de Bass Hello Icons[9]